# Dalakhani
Dalakhani (2000-2021) est un cheval de course pur-sang appartenant à l'Aga Khan, entraîné par Alain de Royer-Dupré et monté par Christophe Soumillon. Issu de Darshaan et Daltawa (par Miswaki), et se trouve donc être le frère du champion Daylami.

## Carrière de courses
Dalakhani débute victorieusement l'été de ses 2 ans, à Deauville, puis s'impose facilement dans le Prix des Chênes à Longchamp un mois plus tard. En fin de saison, il gagne en terrain lourd le Critérium international plus facilement que ne l'indique l'écart à l'arrivée (une encolure devant l'Irlandais Chevalier), ce qui fait de lui l'espoir numéro 1 de sa génération en France, sachant que ses origines le prédisposent à la distance classique. 
À 3 ans, il confirme son statut en restant invaincu pour sa rentrée dans le Prix Greffulhe, puis s'adjuge le Prix Lupin. Rien ne semble pouvoir entraver la marche en avant de ce petit modèle à la robe grise pommelée, et de fait il est sacré à Chantilly dans le Prix du Jockey-Club. Après cette victoire facile, il s'aligne au départ de l'Irish Derby, afin d'étendre sa domination à l'Europe. À la surprise générale, il y est battu par Alamshar, son compagnon de casaque, mais entraîné en Irlande : l'Aga Khan ayant eu la sportivité de faire se mesurer ses deux meilleurs poulains, plutôt que de faire en sorte qu'ils s'évitent. Alamshar, troisième du Derby, empochera ensuite les King George auquel Dalakhani ne prend pas part, étant mis au repos tout l'été. 
Suivant à la lettre le programme parisien, le fils de Darshaan enlève sans problème le Prix Niel, puis s'adjuge comme à la parade le Prix de l'Arc de Triomphe 2003 dont il était le grand favori, devant l'outsider anglais Mubtaker et le champion irlandais High Chaparral. Il est élu cheval européen de l'année et meilleur 3 ans, fort de son parcours presque parfait : 8 victoires en 9 courses. Comme à Alamshar, Timeform lui accorde un rating de 133, tandis que la FIAH est plus généreux selon ses critères avec un très bon 132, une livre de moins que Hawk Wing, meilleur rating mondial cette année-là sur la fois d'une performance d'un jour (une envolée dans les Lockinge Stakes), mais une de plus qu'Alamshar. Mais sans doute Dalakhani a-t-il manqué d'adversaires, surtout en France, pour rehausser la valeur de son parcours, de toute façon exceptionnel. Après l'Arc, le poulain de l'Aga Khan ne se produira plus en piste. 

### Résumé de carrière
| Date         | Hippodrome  | Pays        | Course                    | Statut      | Distance    | Jockey       | Place       | Écart       | Vainqueur ou deuxième |
| 2002, 2 ans  | 2002, 2 ans | 2002, 2 ans | 2002, 2 ans               | 2002, 2 ans | 2002, 2 ans | 2002, 2 ans  | 2002, 2 ans | 2002, 2 ans | 2002, 2 ans           |
| ------------ | ----------- | ----------- | ------------------------- | ----------- | ----------- | ------------ | ----------- | ----------- | --------------------- |
| 29 août      | Deauville   | France      | Prix du Pré d'Auge        | Maiden      | 1 400 m     | C. Soumillon | 1er / 8     | 3/4         | Solo Tango            |
| 22 septembre | Longchamp   | France      | Prix des Chênes           | Gr. 3       | 1 600 m     | C. Soumillon | 1er / 5     | 2 ½         | Green Channel         |
| 2 novembre   | Saint-Cloud | France      | Critérium international   | Gr. 1       | 1 600 m     | C. Soumillon | 1er / 6     | encolure    | Chevalier             |
| 2003, 3 ans  |             |             |                           |             |             |              |             |             |                       |
| 20 avril     | Longchamp   | France      | Prix Greffulhe            | Gr. 2       | 2 100 m     | C. Soumillon | 1er / 5     | 1/2         | Jipapibaquigrafo      |
| 16 mai       | Longchamp   | France      | Prix Lupin                | Gr. 1       | 2 100 m     | C. Soumillon | 1er / 7     | 1           | Super Célèbre         |
| 6 juin       | Chantilly   | France      | Prix du Jockey-Club       | Gr. 1       | 2 400 m     | C. Soumillon | 1er / 7     | 2           | Super Célèbre         |
| 27 juin      | Curragh     | Irlande     | Irish Derby               | Gr. 1       | 2 400 m     | C. Soumillon | 2e / 9      | 1/2         | Alamshar              |
| 14 septembre | Longchamp   | France      | Prix Niel                 | Gr. 2       | 2 400 m     | C. Soumillon | 1er / 7     | 1 ½         | Doyen                 |
| 5 octobre    | Longchamp   | France      | Prix de l'Arc de Triomphe | Gr. 1       | 2 400 m     | C. Soumillon | 1er/ 13     | 3/4         | Mubtaker              |

## Au haras
Faisant valoir son « outcrossing » de Northern Dancer (c'est-à-dire qu'il est dépourvu du sang de l'omniprésent chef de race, et donc facile à croiser), Dalakhani est installé comme étalon en Irlande, dans l'un des haras de son propriétaire, au tarif de 50 000 € la saillie. Si son prix a baissé depuis (15 000 € en 2016), il s'est mis en évidence dans ses nouvelles fonctions, donnant dix lauréats de groupe 1, parmi lesquels : 
- Conduit (Sadler's Wells) : St.Leger, King George and Queen Elizabeth Stakes, Breeders' Cup Turf (deux fois).
- Moonstone (Law Society) : Irish Oaks, 2e Oaks.
- Reliable Man (Sadler's Wells) : Prix du Jockey-Club, Queen Elizabeth Stakes
- Chinese White (Sadler's Wells) : Pretty Polly Stakes
- Integral (Danehill) : Falmouth Stakes, Sun Chariot Stakes.
- Shakeel (Medicean) : Grand Prix de Paris

Dalakhani est par ailleurs le père de mère du champion Pinatubo (Vincent O'Brien National Stakes, Dewhurst Stakes, Prix Jean Prat), meilleur 2 ans en Europe en 2019. 
Il est retiré de la monte en 2016 à cause d'ennuis de santé, et meurt le 15 janvier 2021.

## Origines
Dalakhani est un pur produit de l'élevage Aga Khan, né du croisement de deux de ses plus beaux fleurons : son père, Darshaan, est le plus fameux étalon de l'élevage et sa mère, Daltawa, en est l'une des plus remarquables matrones. Deuxième d'un Prix Pénélope (groupe 3), elle est la mère de : 
- Daylami (Doyoun), lauréat de la bagatelle de sept groupe 1, parmi lesquels la Poule d'Essai des Poulains, les King George ou la Breeders' Cup Turf, cheval européen de l'année en 1999.
- Daymarti (Caerleon), placé dans le Prix Lupin et le Critérium de Saint-Cloud.
- Daltaiyma (Doyoun), mère de :
  - Daltaya (Anabaa) : Prix de la Grotte (Gr.3), 4e Poule d'Essai des Pouliches, mère de :
    - Dalkala (Giant's Causeway) : Prix de l'Opéra, Prix de Royallieu (Gr.2), 3e Prix Jean Romanet.
- Daltama (Indian Ridge), mère de :
  - Dolniya (Azamour) : Dubaï Sheema Classic, Prix de Malleret (Gr.2), 2e Coronation Cup, 3e Prix Vermeille, Grand Prix de Saint-Cloud, 5e Prix de l'Arc de Triomphe.

Cette souche est celle de la jument-base Zariba, acquise yearling en 1920 par Marcel Boussac, dont la mère St. Lucre n'est rien moins que la sœur utérine des Américains Friar Rock (lauréat des Belmont Stakes et cheval de l'année en 1916) et Fair Play, champion en piste (il est membre du Hall of Fame américain) et surtout grand reproducteur en devenir, tête de liste des étalons (1920, 1924, 1927) et trois fois tête de liste des pères de mères (1931, 1934, 1938), et auteur du légendaire Man o'War. Zariba était l'une sinon la meilleure représentante de sa génération, lauréate des Prix Morny, de la Forêt, Jacques Le Marois et Maurice de Gheest, et 2e du Prix de Diane. Et s'est révélée une poulinière exceptionnelle, à l'origine d'une lignée encore bien vivante un siècle plus tard. Zariba est en effet la mère de :
- L’Espérance (1925, par Pommern) : Prix du Calvados, 3e Prix Maurice de Gheest. 4e Poule d'Essai des Pouliches. Mère de :
  - Sameya (1933, Tourbillon), quatrième mère de Kamicia (Criterium des Pouliches, Prix Vermeille)
  - Flower (1936, Pharos), aïeule maternelle de Talgo (Irish Derby), Fidalgo (Irish Derby), In The Wings (Coronation Cup, Breeders’ Cup Turf), High Rise (Derby), Pay the Butler (Japan Cup)... ou encore du grand étalon Dubawi.
  - Souryva (1930, Gainsborough), mère de :
    - Pharyva (1936, Pharos), mère de Galgala (Poule d'Essai des Pouliches) et Galcador (Derby), aïeule maternelle d'une grande famille allemande (celle de Lavirco, Laveron, Lady Marian et des grands étalons Lagunas et Lomitas) et de Pistolet Bleu (Grand Prix de Saint-Cloud)
    - Theano (1940, Tourbillon) : Prix Maurice de Gheest, aïeule maternelle de Anyte (Irish Oaks), Crepellana (Prix de Diane), Behera (Prix Saint-Alary) ou Laurens, championne aux six groupe 1. Sixième mère de Daylami et Dalakhani.
    - Duna (1946, Djebel), à l'origine d'une grande famille classique en Amérique du Sud.
- Goyescas (1928, Gainsborough) : Champion Stakes, Hardwicke Stakes, Prix d’Ispahan, 2e des 2000 Guinées et du Prix de l'Arc de Triomphe.
- Corrida (1932) : Prix Morny, Grand Critérium, Grand International d'Ostende, Prix du Président de la République, Grosser Preis von Reichshauptstadt, Prix de l'Arc de Triomphe
- Abjer (1933, Astérus) : Middle Park Stakes, mort après deux saisons de monte en ayant donné trois gagnants classiques (Caravelle, Nosca, Tifinar)
- Goya (1934, Tourbillon) : Gimcrack Stakes, St. James's Palace Stakes, Prix Ganay (deux fois), 2e des 2000 Guinées, et tête de liste des étalons en France en 1947 et 1948.

### Pedigree
| Origines de Dalakhani (IRE), mâle gris né en 2000 | Origines de Dalakhani (IRE), mâle gris né en 2000 | Origines de Dalakhani (IRE), mâle gris né en 2000 | Origines de Dalakhani (IRE), mâle gris né en 2000 |
| ------------------------------------------------- | ------------------------------------------------- | ------------------------------------------------- | ------------------------------------------------- |
| Père Darshaan                                     | Shirley Heights                                   | Mill Reef                                         | Never Bend                                        |
| Père Darshaan                                     | Shirley Heights                                   | Mill Reef                                         | Milan Mill                                        |
| Père Darshaan                                     | Shirley Heights                                   | Hardiemma                                         | Hardicanute                                       |
| Père Darshaan                                     | Shirley Heights                                   | Hardiemma                                         | Grand Cross                                       |
| Père Darshaan                                     | Delsy                                             | Abdos                                             | Arbar                                             |
| Père Darshaan                                     | Delsy                                             | Abdos                                             | Pretty Lady                                       |
| Père Darshaan                                     | Delsy                                             | Kelty                                             | Venturee                                          |
| Père Darshaan                                     | Delsy                                             | Kelty                                             | Marilla                                           |
| Mère Daltawa                                      | Miswaki                                           | Mr. Prospector                                    | Raise a Native                                    |
| Mère Daltawa                                      | Miswaki                                           | Mr. Prospector                                    | Gold Digger                                       |
| Mère Daltawa                                      | Miswaki                                           | Hopespringseternal                                | Buckpasser                                        |
| Mère Daltawa                                      | Miswaki                                           | Hopespringseternal                                | Rose Bower                                        |
| Mère Daltawa                                      | Damana                                            | Crystal Palace                                    | Caro                                              |
| Mère Daltawa                                      | Damana                                            | Crystal Palace                                    | Hermières                                         |
| Mère Daltawa                                      | Damana                                            | Denia                                             | Crepello                                          |
| Mère Daltawa                                      | Damana                                            | Denia                                             | Rose Ness (famille 9-e)                           |